# Black Balloon (The Kills)
Black Balloon è un singolo del gruppo musicale britannico The Kills, pubblicato nel 2009 ed estratto dall'album Midnight Boom.

## Tracce
1. Black Balloon - 3:50
2. Weedkiller - 2:38
3. Forty Four - 3:16

## Video
Il videoclip della canzone è stato diretto da Kenneth Capello.

## In altri media
La canzone è inclusa nel film del 2014 Asthma, diretto da Jake Hoffman.